# Hotel Ameryka
Hotel Ameryka (fr. Hôtel des Amériques) – francuski film psychologiczny z 1981 roku w reżyserii André Téchinégo.

## Główne role
- Catherine Deneuve - Hélène
- Patrick Dewaere - Gilles Tisserand
- Etienne Chicot - Bernard
- Sabine Haudepin - Elise Tisserand
- Dominique Lavanant - Jacqueline
- Josiane Balasko - Colette
- François Perrot - Rudel
- Jean-Louis Vitrac - Luc

## Fabuła
Kurort Biarritz. Helene podczas jazdy samochodem potrąca mężczyznę. Udziela mu pierwszej pomocy i opiekuje się nim w hotelu. Pobyt w kurorcie dla Helene jest ucieczką przed depresją po śmierci męża architekta. Mimo że minął rok nie pogodziła się z tym. Komplementy i uprzejmości od Gilles'a przyjmuje z dystansem. Jednak po pewnym czasie rodzi się między nimi więź.

## Nagrody i nominacje
- Cezary 1982
  - Najlepsza aktorka - Catherine Deneuve (nominacja)
  - Najlepsza aktorka drugoplanowa - Sabine Haudepin (nominacja)